# مملكة تانور
تُعتبر مملكة تانور (بالانجليزية: Kingdom of Tanur) (أيضًا فيتاثونادو أو فيتوم أو تانور سواروبام أو براكاشابو أو مملكة الضوء) واحدة من العديد من الإمارات الإقطاعية على ساحل مالابار خلال العصور الوسطى. كانت تحكمها سلالة هندوسية، تدعى طبقة كشاتريا، المعروفة باسم سلالة تانور. تضمنت المملكة أجزاءًا من تالوكس الساحلية في تيرورانغادي وتيرور وبوناني في ما يُعرف اليوم باسم منطقة مالابورام التي شملت أماكن مثل تانور وتيرور (تريكانديور) وشاليام. كانت القريتان الساحليتان كادالوندي وشاليام في منطقة كوريكود الواقعة في أقصى الجنوب أسفل تانور سواروبام.
كان ملك فيتاتناد، سامري كاليكوت، لفترة طويلة من إقطاعيين. مع وصول البرتغاليين إلى مالابار، بدأ حكام فيتاثوناد بالتلاعب بين البرتغاليين وكاليكوت ضد بعضهما البعض. كانوا من أوائل التابعين لكاليكوت الذين وقفوا ضد سامري بمساعدة البرتغال. ذهب فرنسيس كسفاريوس إلى مملكة تانور في عام 1546 وزار معبد كيرالاديشبورام. بعد ذلك، استسلم ملك فيتوم لعروض البرتغاليين المغرية واعتنق المسيحية في عام 1549. وقد سمح لاحقًا ببناء القلعة الاستراتيجية في شاليام.
منذ ذلك الحين، تبنت ملكة كوشين بعض أمراء فيتوم في القرن السابع عشر باعتبارهم جزءًا من قرية تشوفارام (سوكابورام) في 64 قرية قديمة في نامبوديريس، ما أدى إلى تصاعد التوترات في ساحل مالابار.
انتهت سلالة العائلة المالكة مع وفاة ملكها الأخير في 24 مايو عام 1793. بعد ذلك، ضُمت المملكة إلى مقاطعة مليبار وتم نقل معبد العائلة المالكة تحت حكم سامري كاليكوت في عام 1842.
عُرف حكام فيتاثوناد باهتمامهم بالفنون والعلوم. يقال إن حاكم فيتاثوناد قد أدخل ابتكارات مثل رقصة كاتاكالي والتي أصبحت تُعرف باسم فيتاثو سامبرادايام. ولد كل من الشاعر ثانشاتثو رامانوجان إزوثاتشان المعروف أيضًا باسم أبو المالايالامية الحديثة والشاعر فالاثول نارايانا مينون مؤسس مدرسة كيرلا كالاماندالام، في فيتاثوناد. ازدهرت مدرسة كيرلا لعلم الفلك والرياضيات بين القرنين الرابع والسادس عشر. في محاولة لحل المشاكل الفلكية، ابتكرت مدرسة كيرلا بشكل مستقل عددًا من مفاهيم الرياضيات المهمة، بما في ذلك متسلسلة تايلور للوظائف المثلثية.

## التاريخ السياسي
الحقبة القديمة
كان ميناء تينديس القديم الذي كان يقع على الجانب الشمالي من موزيريس، مثلما هو مذكور في تسجيلات محيط البحر الأحمر، في مكان ما حول مملكة تانور. ومع ذلك، ثمة جدال دائر حول موقعه الدقيق. المواقع المقترحة هي في بوناني وتانور وبيبوري وشاليام وكادالوندي وفاليكونو وكويلاندي.  لاحظ أن بوناني كانت على الطرف الجنوبي من مملكة تانور، بينما كانت منطقة بيبوري-شاليام-كادالوندي-فاليكونو في الطرف الشمالي من فيتاثونادو. يُعتبر ميناء تينديس مركزًا رئيسيًا للتجارة بجوار موزيريس فقط، بين منطقة شيراس والإمبراطورية الرومانية. يقول بلينيوس الأكبر (القرن الأول الميلادي) أن ميناء تينديس كان يقع على الحدود الشمالية الغربية لكيبروبوتوس (سلالة تشيرا الحاكمة). كانت منطقة شمال مالابار، التي تقع شمال ميناء تينديس، تحكمها مملكة ازهيمالا خلال الفترة السنغمية. وفقًا لتسجيلات محيط البحر الأحمر، بدأت منطقة وُجدت منطقة تدعى ليميريك في منطقتي كانور وتينديس. ومع ذلك، يذكر بطليموس ميناء تينديس كنقطة انطلاق لمنطقة ليميريك. من الممكن أيضًا أن حدود المنطقة تنتهي عند كنياكماري؛ وبالتالي فهي ذاتها تقريبًا مع ما يُعرف اليوم بساحل مالابار. قُدرت قيمة التجارة السنوية لروما مع المنطقة بحوالي 50,000,000 سيسترتيوس. ذكر بلينيوس الأكبر أيضًا أن ليميريك كانت عِرضة لهجوم القراصنة. جاء في كتابات كوسماس إنديكوبليوتس أن ليميريك كانت مصدرًا أساسيًا للفلفل.